# مجلس محافظة كربلاء
مجلس محافظة كربلاء هو السلطة التشريعية والرقابية المحلية في محافظة كربلاء العراقية، والمسؤول عن انتخاب المحافظ ونائبه، وينتخب انتخابًا مباشرًا من قبل مواطني المحافظة.

## أعضاء المجلس
| الفائز                                    | الحزب                    | عدد الاصوات |
| ----------------------------------------- | ------------------------ | ----------- |
| نصيف الخطابي «حل محله: محسن مهدي الكناني» | إبداع كربلاء             | 63,289      |
| علي حسين الميالي                          | إبداع كربلاء             | 6,826       |
| محفوظ التميمي                             | إبداع كربلاء             | 4,523       |
| حسن العزيزاوي                             | إبداع كربلاء             | 2,963       |
| ثائر الطائي                               | إبداع كربلاء             | 2,874       |
| إسراء شمخي                                | إبداع كربلاء             | 1,056       |
| ماجدة العرداوي                            | إبداع كربلاء             | 884         |
| ماجد المالكي                              | ائتلاف دولة القانون      | 8,057       |
| وعدية البوحلبجه                           | ائتلاف دولة القانون      | 2,129       |
| قاسم اليساري                              | تحالف نبني               | 6,172       |
| غفران الأعرابي                            | تحالف نبني               | 3,163       |
| أنور علي بدر اليساري                      | ابشر يا عراقي            | 2,948       |
| زهير الكريطي                              | تحالف قوى الدولة الوطنية | 3,158       |